# Birthe Neumann
Birthe Neumann (* 30. April 1947 in Vanløse, Kopenhagen) ist eine dänische Schauspielerin.

## Leben
Sie zählt seit 1972 zum festen Ensemble des Königlichen Theaters Kopenhagen (Det Kongelige Teater). Neumann spielte außerdem in zahlreichen Nebenrollen in Film und Fernsehen und wurde mit mehreren renommierten Preisen, wie etwa dem dänischen Filmpreis Robert, ausgezeichnet. Unter anderem erhielt sie den Preis für die „Beste weibliche Nebenrolle“ im ersten Dogma-95-Film Festen (Das Fest von Thomas Vinterberg). Neumann wurde zum Ritter I. Klasse des Dannebrogordens, und 2013 erhielt sie den Lauritzen-Preis.
2002 spielte sie eine kleine, aber wichtige Rolle in Tinke – Kleines starkes Mädchen. Zuletzt war sie in der dänischen Kinokomödie Solkongen (Der Sonnenkönig) von 2004 unter Regie von Tomas Villum Jensen zu sehen.
Neumann ist mit dem dänischen Schauspieler Paul Hüttel verheiratet, sie haben eine gemeinsame Tochter.

## Filmografie

### Filme
- 1971: Hovedjægerne
- 1972: Ein Draht im Kopf (The Happiness Cage)
- 1974: Det lykkelige skibbrud (Fernsehfilm)
- 1985: Engel in Sachen Liebe (Når engle elsker)
- 1990: Laß die Eisbären tanzen (Lad isbjørnene danse)
- 1992: Kærlighedens smerte
- 1993: Det forsømte forår
- 1993: Masturbator (Fernsehfilm)
- 1994: Torben – Der Satansbraten (Vildbassen)
- 1995: Kun en pige
- 1996: Portland
- 1996: Blomsterfangen (Kurzfilm)
- 1996: Backstabbed – Spiel der Angst (Mørkeleg)
- 1997: Hannibal & Jerry
- 1997: Skat det er din tur
- 1998: Wenn Mama nach Hause kommt … (Når mor kommer hjem …)
- 1998: Das Fest (Festen)
- 1998: Don Ranudo (Fernsehfilm)
- 1998: Bølle-Bob
- 1999: Antenneforeningen
- 1999: Janes drøm (Dokumentation)
- 1999: Klinkevals
- 1999: Genfærd (Kurzfilm)
- 2000: Sparekassen (Fernsehfilm)
- 2000: Max
- 2000: Juliane
- 2000: Pyrus på pletten
- 2001: Sommer mit Onkel Erik (Min søsters børn)
- 2001: Fukssvansen
- 2002: Okay
- 2002: Tinke – Kleines starkes Mädchen (Ulvepigen Tinke)
- 2002: Humørkort-stativ-sælgerens søn
- 2002: Pindsvin og tigerbalsam (Fernsehfilm)
- 2002: Für immer und ewig (Elsker dig for Evigt)
- 2002: At kende sandheden
- 2002: Debutanten (Kurzfilm)
- 2002: Die Kinder meiner Schwester im Schnee (Min søsters børn i sneen)
- 2002: Jean de France (Fernsehfilm)
- 2002: Begravelsen (Kurzfilm)
- 2003: Lykkevej
- 2003: Hodder rettet die Welt (En som Hodder)
- 2005: Der Sonnenkönig (Solkongen)
- 2005: Der schönste Tag (Den store dag)
- 2005: Opbrud
- 2005: Bølle Bob og Smukke Sally
- 2005: Konen med æggene (Kurzfilm)
- 2006: Drengen i kufferten (Kurzfilm)
- 2006: Krummerne – Så er det jul igen
- 2007: Den sorte Madonna
- 2008: Frode og alle de andre rødder
- 2008: Dansen
- 2008: Sunshine Barry und die Discowürmer (Disco ormene, Stimme)
- 2009: Das Ende der Welt (Ved verdens ende)
- 2010: In einer besseren Welt (Hævnen)
- 2011: Ladyboy (Kurzfilm)
- 2012: Gummi T (Stimme)
- 2012: Love Is All You Need (Den skaldede frisør)
- 2012: Sover Dolly på ryggen?
- 2012: Talenttyven
- 2013: Det grå guld
- 2017: Small Town Killers
- 2018: Happy Ending – 70 ist das neue 70 (Happy Ending)
- 2018: Verachtung (Journal 64)

### Fernsehserien
- 1973: Ungdomsredaktionen (eine Folge)
- 1973: Oh, diese Mieter (Huset på Christianshavn, zwei Folgen)
- 1975: Aladdin eller den forunderlige lampe (Miniserie)
- 1985: Mor er major (eine Folge)
- 1990: Parløb (eine Folge)
- 1992: Kald mig Liva (Miniserie, eine Folge)
- 1994: Enten eller – Du bestemmer (eine Folge)
- 1994: Alletiders jul (zwei Folgen)
- 1995: Fæhår og Harzen (vier Folgen)
- 1995: Alletiders nisse (eine Folge)
- 1996: Krummernes Jul (eine Folge)
- 1997: Hospital der Geister (Riget, Miniserie, drei Folgen)
- 1997–1998: Taxa (sechs Folgen)
- 1998: Bølle-Bob (eine Folge)
- 1999: Toast (acht Folgen)
- 2000: Edderkoppen (Miniserie, sechs Folgen)
- 2001: Mit liv som Bent (sechs Folgen)
- 2002: Hvor svært kan det være (sieben Folgen)
- 2002: Hjerteafdelingen (eine Folge)
- 2003: Forsvar (sechs Folgen)
- 2004: Krøniken (zwei Folgen)
- 2006: Nynne (neun Folgen)
- 2006–2011: Normalerweize (drei Folgen)
- 2008: Deroute (drei Folgen)
- 2009–2012: Osman og Jeppe (17 Folgen)
- 2012: Julestjerner (25 Folgen)
- 2013–2014: Badehotellet (sechs Folgen)
- 2017: Tinkas Weihnachtsabenteuer (Tinkas juleeventyr)